# Воротище (притока Солониці)
Воротище — потічок у місті Трускавці, притока річки Солониці, яка впадає в Тисменицю.

## Опис
Воротище протікає через Курортний парк у центральній частині Трускавця. У Воротище впадає декілька менших струмків. Далі річище Воротища сховане у каналізаційному колекторі, який починається поблизу джерела № 6 «Едвард».
Вулиця Річки отримала свою назву якраз через те, що під нею протікає потічок Воротище.
Потічок дав назву Воротищенській світі.
Назва Воротище походить від «ліс під городищем».

## Світлини

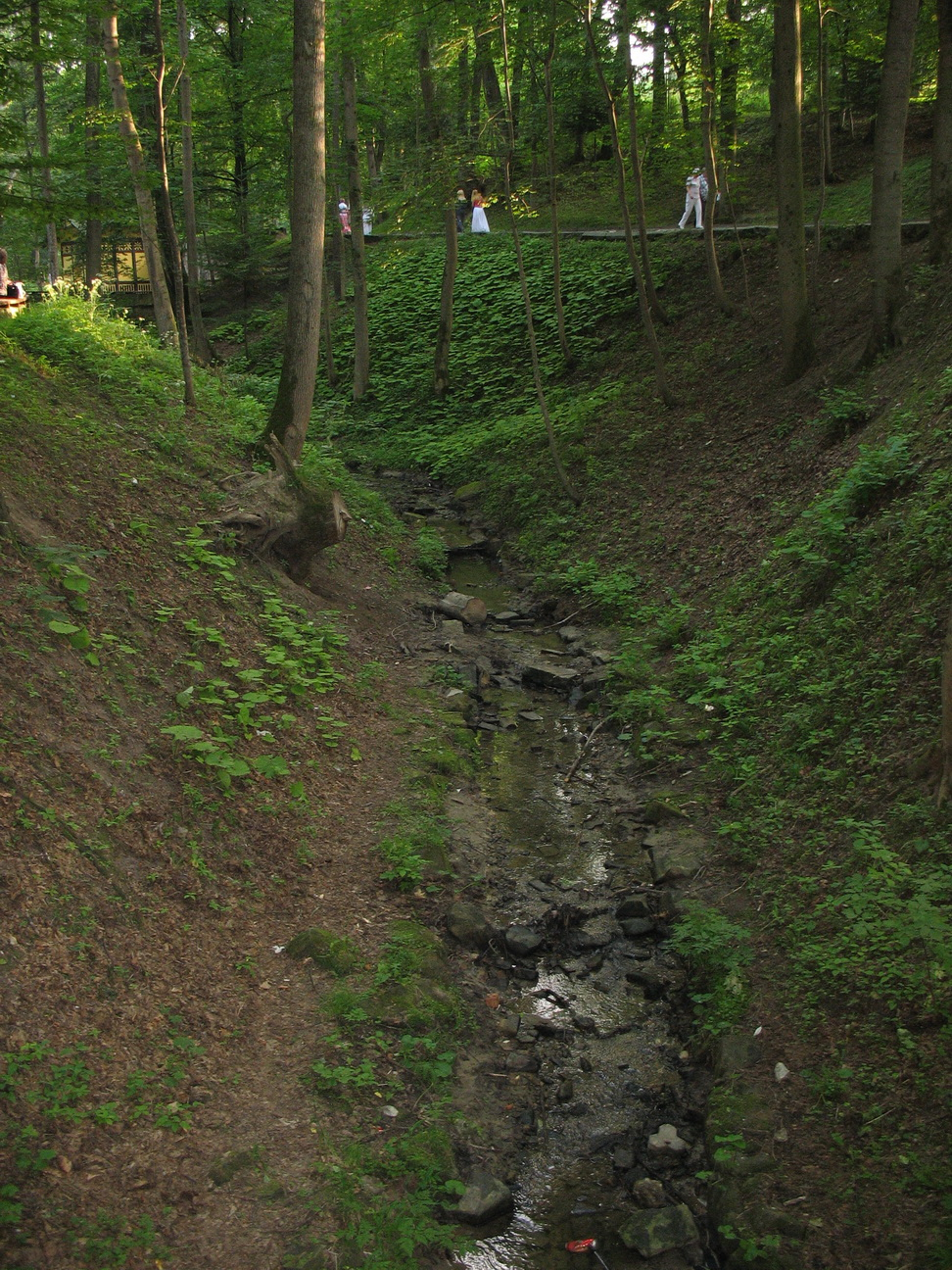
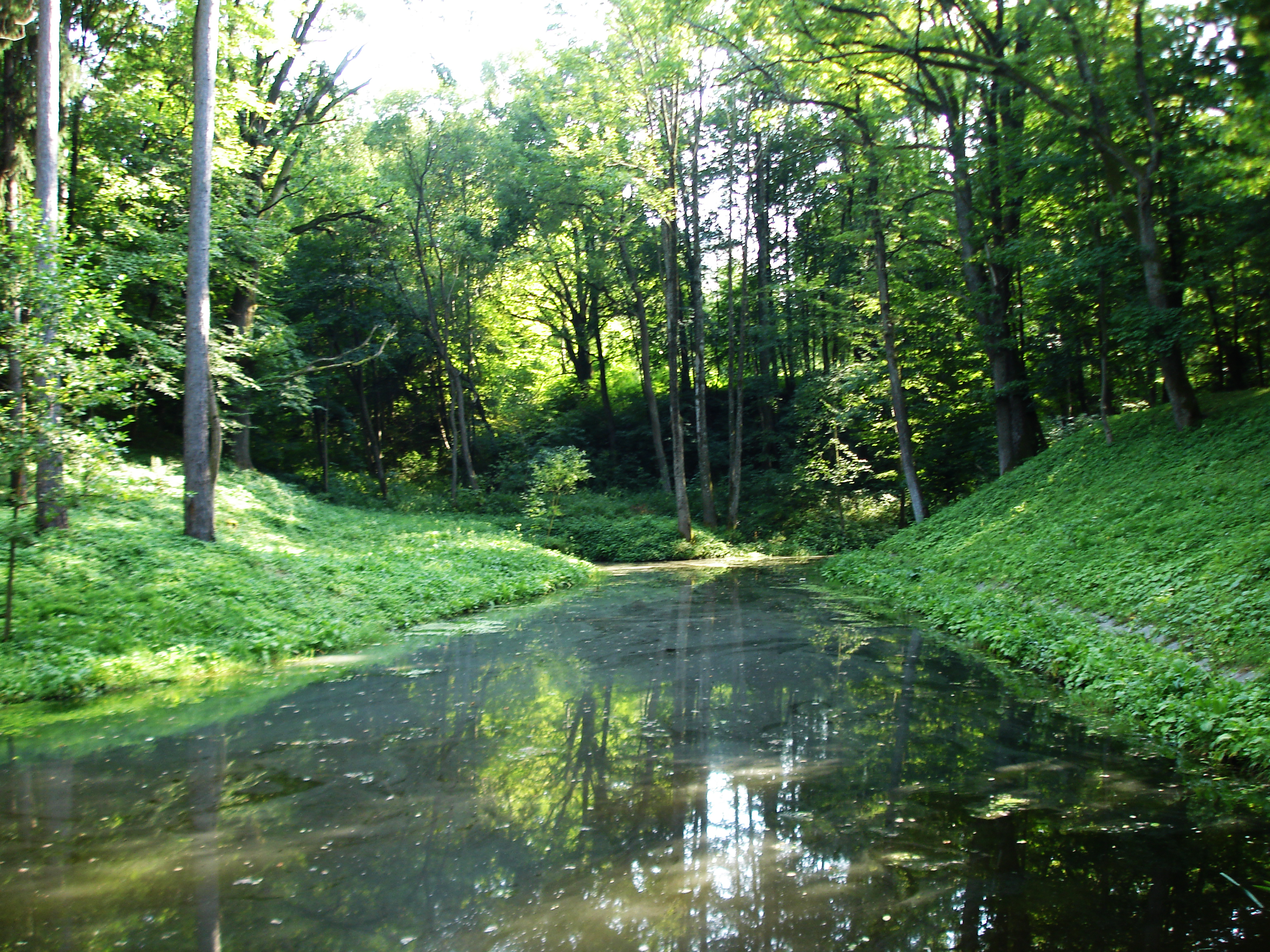
Ставок на потічку Воротище